# Râul Cetea, Borod
Râul Cetea este un curs de apă, afluent al râului Borod.

## Hărți
- Harta Munții Apuseni
- Harta județului Bihor